# 大毛島バスストップ
大毛島バスストップ（おおげじまバスストップ）とは、徳島県鳴門市鳴門町土佐泊浦の神戸淡路鳴門自動車道本線上にあるバス停留所である。明石海峡大橋開通前は、上下共に1日10便ずつ停車していたが、現在は、平日下り1本が停車するのみとなり、年間を通して利用客は極めて少ない。上り線は2010年4月1日より運用休止となった。大毛島で人口が多い土佐泊集落へは西隣の高速鳴門BS利用の方が近い。また、当BSは駐車場が狭く、自動販売機も無い。

## 発着バス

### 特急バス
- 淡路・徳島線（淡路交通単独運行）

## 接続交通機関
- バスストップから、黒山集会場前・ヤマザキショップ黒山店前経由で800m程歩いた所に、徳島バス・淡路交通（淡路・徳島線：急行）の黒山バス停があり、そのバス停のある通りが徳島県道11号鳴門公園線となっている。

## 近隣施設
- ウチノ海に隣接している。
- 黒山集会場
- うずしおゲストハウス

## 隣
E28神戸淡路鳴門自動車道
(11)鳴門北IC - 大毛島BS - (BS)高速鳴門BS - (12)鳴門TB/IC